# North American Review

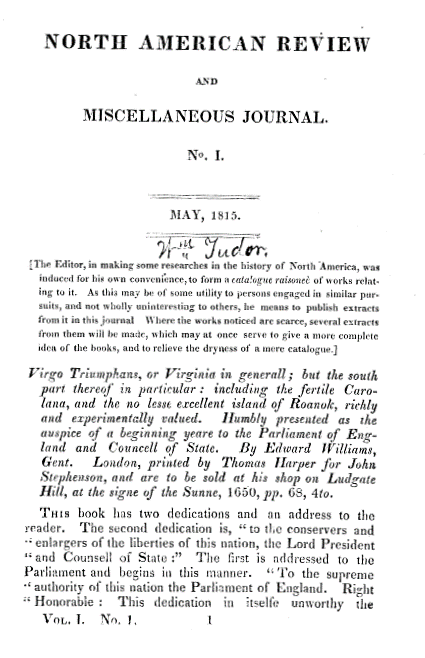
Premier exemplaire de la North American Review avec la signature de son éditeur William Tudor.

La North American Review (NAR) est la première revue littéraire américaine. Fondée à Boston en 1815 par le journaliste Nathan Hale (journalist) (en) et d'autres, elle parut en continu jusqu'en 1940, où sa publication fut suspendue à cause de la Seconde Guerre mondiale. Elle reprit en 1964 au Cornell College dans l'Iowa. Elle est ensuite publiée, dès 1968, par l'University of Northern Iowa à Cedar Falls.

## Contributeurs notables
- John Adams,
- Margaret Atwood,
- George Bancroft,
- Nathaniel Bowditch,
- William Cullen Bryant,
- Raymond Carver,
- Lewis Cass,
- Edward T. Channing,
- Eldridge Cleaver,
- Rose Terry Cooke,
- Caleb Cushing,
- Mary Abigail Dodge,
- Louise Erdrich,
- Edward Everett,
- George V. Higgins,
- Yosef Komunyakaa,
- Barry Lopez,
- Jeannette Marks
- John Lothrop Motley,
- Joyce Carol Oates,
- Jared Sparks,
- Anthony Storr,
- Kurt Vonnegut .
- Daniel Webster,
- Anne Whitney,